# خون گرگ‌ها
خون گرگ‌ها (انگلیسی: The Blood of Wolves) فیلمی ژاپنی در سبک جنایی و یاکوزا به کارگردانی کازویا شیرائیشی است که در سال ۲۰۱۸ منتشر شد.